# 松田樹里 (レースクイーン)
松田 樹里（まつだ じゅり、1985年8月28日 - ）は、北海道出身のレースクイーン。所属事務所はアイズ（以前はマリン・ザ・ボイスに所属していた）。

## 人物
- 身長165cm、B85・W59・H88
- 血液型はA型
- ファッションモデルの松田樹里と同姓同名であるが、全くの別人

## 主な活動

### レースクイーン
- Team GAikokuya2006レースクイーン
- モトラットBMWレースクイーン
- GTチームレイジュンレースクイーン